# Desa Cihideung Hilir (administrativ by i Indonesien, lat -6,98, long 108,63)
Desa Cihideung Hilir är en administrativ by i Indonesien.   Den ligger i provinsen Jawa Barat, i den västra delen av landet, 210 km öster om huvudstaden Jakarta.